# Ali Riley
Alexandra Lowe „Ali“ Riley (* 30. Oktober 1987 in Los Angeles, Kalifornien) ist eine neuseeländische Fußballspielerin und zugleich – seit März 2017 – Kapitänin der Nationalmannschaft Neuseelands. Sie wurde bereits mehrfach vom Neuseeländischen Fußballverband (NZF) und von der Ozeanischen Fußball-Konföderation (OFC) zur Spielerin des Jahres ausgezeichnet. Seit 2022 steht Riley bei Angel City FC unter Vertrag.

## Karriere

### Vereine
Riley begann ihre Karriere im Jahr 2009 beim W-League-Teilnehmer Pali Blues, ehe sie zur Saison 2010 zur WPS-Franchise FC Gold Pride wechselte. Mit dem FC wurde sie am Saisonende WPS-Meister, persönlich als Rookie des Jahres ausgezeichnet und wechselte in der Folge zum Ligakonkurrenten Western New York Flash, mit dem sie in der Saison 2011 erneut die Meisterschaft erringen konnte. Nach der Auflösung der WPS vor der Saison 2012 schloss sich Riley dem schwedischen Erstligisten LdB FC Malmö, mit dem sie 2013 erstmals die schwedische Meisterschaft gewinnen konnte. In der UEFA Women’s Champions League 2012/13 scheiterte sie mit Malmö im Viertelfinale am späteren Finalisten Olympique Lyon. Die Titel als schwedischer Meister konnte Malmö aber verteidigen. In der UEFA Women’s Champions League 2013/14 scheiterte Malmö bereits im Achtelfinale am später erfolgreichen Titelverteidiger VfL Wolfsburg. Im Dezember 2013 nannte sich der Verein in FC Rosengård um und gewann dann unter diesem Namen 2014 erneut die schwedische Meisterschaft, wobei sie unter anderem mit der deutschen Nationalspielerin Anja Mittag, die mit 21 Toren Torschützenkönigin wurde sowie der Brasilianerin Marta zusammenspielte. In der UEFA Women’s Champions League 2014/15 scheiterten sie wieder am Titelverteidiger, diesmal aber nur aufgrund der Auswärtstorregel und erst im Viertelfinale. 2015 wurde sie wieder schwedischer Meister mit Rosengård, kam aber in der UEFA Women’s Champions League 2015/16 wieder nicht über das Viertelfinale hinaus und erneut war es der Titelverteidiger, diesmal der 1. FFC Frankfurt. Allerdings mussten sie sich diesem erst im Elfmeterschießen beugen, wobei sie nicht zu den Schützinnen gehörte. 2016/17 unterlag Rosengård im Viertelfinale in beiden Spielen den Frauen des FC Barcelona. 2017/18 war bereits im Achtelfinale gegen die Chelsea Ladies Endstation, gegen die beide Spiele verloren wurden. Insgesamt bestritt Riley 30 CL-Spiele für Rosengård.
Im Juli 2018 verließ sie Rosengård und wechselte zum letzten CL-Gegner. Für diesen kam sie in ihrer ersten Saison 2018/19 in neun Ligaspielen zum Einsatz sowie im Achtelfinale der UEFA Women’s Champions League 2018/19. Die Saison endete für Chelsea auf dem dritten Platz der Liga und im Halbfinale der Champions League, wo die Mannschaft ein Tor zu wenig gegen Titelverteidiger Olympique Lyon schoss.
Zur Saison 2019/20 wurde sie vom FC Bayern München verpflichtet und mit einem bis zum 30. Juni 2021 gültigen Vertrag ausgestattet. Ihr Pflichtspieldebüt gab sie am 23. August 2019 (2. Spieltag) beim 3:0-Sieg im Heimspiel gegen den 1. FFC Frankfurt mit Einwechslung für Jovana Damnjanović ab der 34. Minute. Nach insgesamt sieben Pflichtspieleinsätzen in der Hinrunde wechselte Riley im Februar 2020 auf eigenen Wunsch in die US-amerikanische Profiliga zu Orlando Pride. Im Juli 2020 kehrte Riley zum FC Rosengård zurück.

### Nationalmannschaft
Riley spielte für die U20-Auswahl ihres Landes und nahm mit dieser unter anderem an der Weltmeisterschaft 2006 teil. Ihr Debüt für die A-Nationalmannschaft Neuseelands gab sie am 4. Februar 2007 bei einem Spiel gegen die Nationalmannschaft Mexikos. Sie war Teil der Auswahl ihres Landes bei den Weltmeisterschaften 2007, 2011 sowie 2015 und hat gemeinsam mit Ria Percival und Abby Erceg insgesamt die meisten WM-Spiele (9) für Neuseeland bestritten. Ferner nahm sie am olympischen Fußballturnier 2008, 2012 und 2016 teil, wurde in allen Turnierspielen eingesetzt und kam mit der Mannschaft 2012 mit Erreichen des Viertelfinales am weitesten. Seit März 2017 ist sie Spielführerin der Nationalmannschaft. Sie übernahm das Amt nach dem ersten Rücktritt von Abby Erceg und behielt es auch als Erceg zweimal ihren Rücktritt vom Rücktritt erklärte.
Am 4. Juni 2016 kam sie bei der 0:2-Niederlage gegen die Nationalmannschaft Australiens zu ihrem 100. Länderspiel für die „Football Ferns“.
Am 29. April wurde sie für die WM in Frankreich nominiert, womit sie zum vierten Mal an einer WM teilnahm. Nach drei Niederlagen schieden die Neuseeländerinnen aber nach der Gruppenphase aus. Auch bei den wegen der COVID-19-Pandemie um ein Jahr verschobenen Olympischen Sommerspielen 2020 war ihr und ihrer Mannschaft kein Erfolgserlebnis vergönnt. Nach drei Niederlagen schieden sie wieder nach der Gruppenphase aus.
Ihr erstes Tor für die A-Nationalmannschaft erzielte sie am 8. Oktober 2010 beim 11:0-Sieg über die Nationalmannschaft Papua-Neuguineas im Finale der Ozeanienmeisterschaft. Ihr zweites Tor gelang ihr am 6. September 2022 zum 2:1-Sieg im Freundschaftsspiel gegen die Philippinen.
Mit dem in Freundschaft ausgetragenen und mit 0:5 verlorenen Länderspiel am 17. Februar 2023 in Hamilton gegen die Nationalmannschaft Portugals hatte sie ihren 150. Einsatz für die Football Ferns. Sie wurde für die WM 2023 nominiert, kam in jedem der drei Spiele ihres Teams zum Einsatz und schied mit ihrer Mannschaft nach der Vorrunde aus.

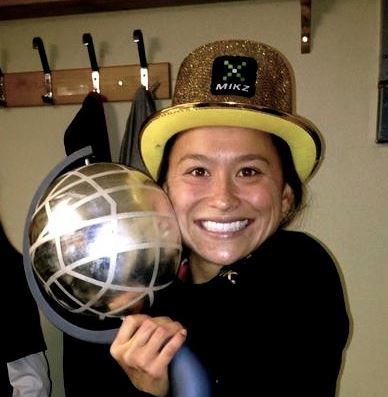
Ali Riley nach dem Gewinn der schwedischen Meisterschaft 2013

## Erfolge
- Ozeanienmeister 2007, 2010, 2014, 2018
- WPS-Meister 2010 (FC Gold Pride) 2011 (Western New York Flash)
- Schwedischer Meister 2013 (LdB FC Malmö), 2014, 2015 (FC Rosengård)
- Schwedischer Supercup-Sieger 2012, 2015, 2016
- Schwedischer Pokal-Sieger 2016, 2017, 2018

## Auszeichnungen
- Neuseeländische Fußballspielerin des Jahres 2006, 2008, 2009, 2010, 2011
- Ozeaniens Fußballspielerin des Jahres 2009, 2010
- WPS-Rookie des Jahres 2010

## Sonstiges
Riley besitzt neben der neuseeländischen auch die US-amerikanische Staatsbürgerschaft, sowie den chinesischen und seit Februar 2018 den schwedischen Reisepass.